# Karlis Aperats
Karlis Aperats (4 de março de 1892 - 16 de julho de 1944) foi um oficial letão que serviu na  durante a Segunda Guerra Mundial. Seu nome, no original letão, era Kārlis Aperāts. Filho de uma tradicional família letã, serviu na 3ª companhia, 145º regimento de infantaria do Exército Russo, durante a Primeira Guerra Mundial. Foi membro do alto comando do exército, e esteve no Brasil por alguns meses, em 1919 e 1923. Era, também, comandante da região de Ventspils.
Em 1940, serviu no Exército Vermelho, do qual se desintegrou para adentrar na divisão letoniana das Waffen-SS, formadas no ano de 1942. Foi condecorado com a Cruz de Cavaleiro da Cruz de Ferro.